# Lenguas temein-tese
Las lenguas temein o lenguas de las montañas Nuba son un grupo de lenguas del grupo sudánico oriental habladas en los montes Nuba de Sudán.

## Lenguas del grupo
Las lenguas temein-tese no están estrechamente relacionadas:
- Temein (Ronge; 10 000 hablantes)
- Doni (Keiga Jirru)
- Tese (Dese)

El temein es la lengua más conservadora del grupo, el doni y el tese presentan una fuerte influencia de las lenguas kadu.